# 鸭嘴草
鸭嘴草（学名：Ischaemum aristatum var. glaucum）为禾本科鸭嘴草属下的一个变种。